# Newsweek
Newsweek es una revista de noticias de aparición semanal. Se publica en Nueva York y se distribuye en los Estados Unidos. Debido a problemas financieros, Newsweek suspendió sus ediciones impresas el 31 de diciembre de 2012 y las retomó el 7 de marzo de 2014. Su estilo es similar a Time y a U.S. News & World Report.

## Historia
Originalmente denominada News-Week, fue fundada por Thomas J.C. Martyn el 17 de febrero de 1933. Ese número contenía siete fotografías de las noticias de la semana en su portada. Con el paso del tiempo amplió el concepto de revista de noticias, desde historias personales al análisis y la crítica. En 1961 The Washington Post Company compró la revista.
A fecha de 2003, se calculaba que tenía una distribución mundial de más de 4 millones, incluyendo 3,1 millones en los Estados Unidos. También publica ediciones en japonés, coreano, polaco, ruso, español y árabe, además de Newsweek International en inglés.
Aunque esté centralizada en Nueva York, tiene 22 oficinas: nueve en los Estados Unidos y en Pekín, São Paulo, Río de Janeiro, Buenos Aires, Ciudad del Cabo, Fráncfort del Meno, Hong Kong, Jerusalén, Londres, Ciudad de México, Moscú, París, Tokio y Varsovia.
Desde 2008, Newsweek ha pasado por varios problemas financieros, que se vieron reflejados en reducciones sucesivas. En agosto, el grupo The Washington Post vendió esta revista al empresario Sidney Harman por un precio simbólico de 1 dólar. El editor Jon Meacham renunció tras concretarse la venta. En noviembre de 2010, Newsweek se fusionó con el sitio web de opinión The Daily Beast; Tina Brown, redactora jefe, asumirá la redacción de ambas publicaciones. Newsweek es propiedad conjunta de Harman e IAC.

## Ediciones en español

### México

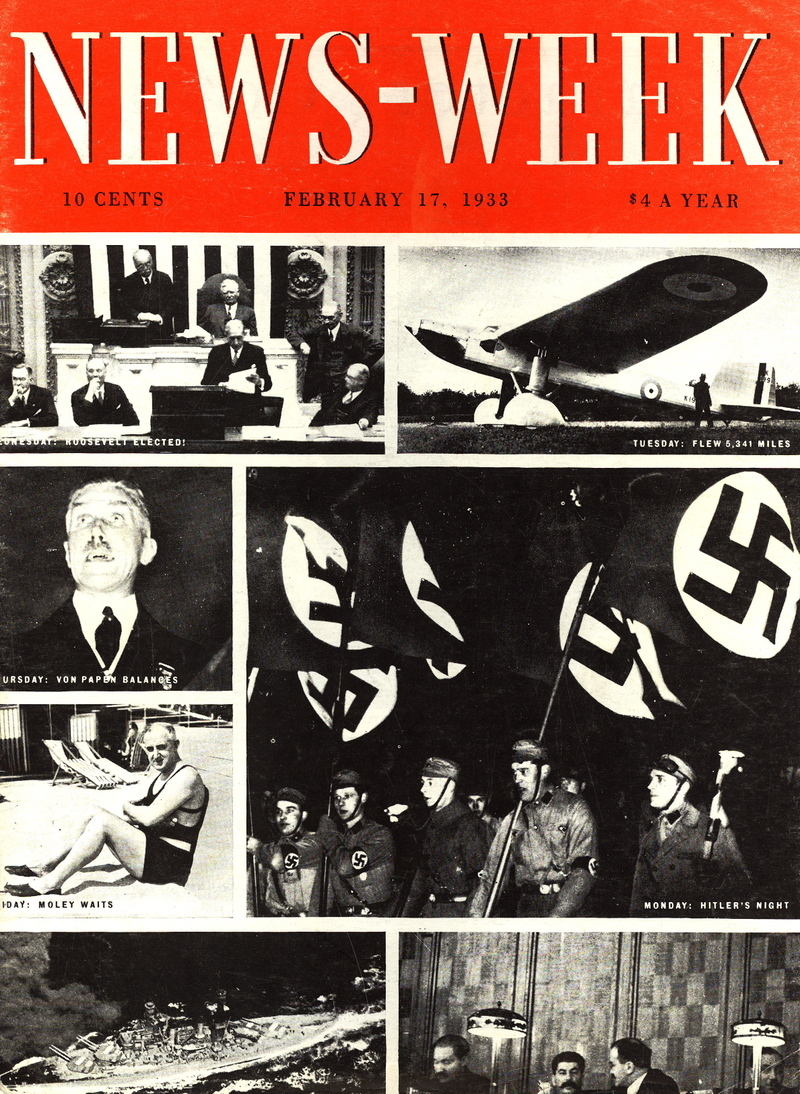
Portada del 17 de febrero de 1933 (vol. 1 número 1), primer número de la revista News-Week

Newsweek en Español es la primera revista de noticias internacionales en México.
A partir de 2004, Grupo Editorial Vía Satélite adquiere la licencia de Newsweek en Español y hoy día circula en México, Estados Unidos, Centro y Sudamérica.
Con el tiempo, la edición en español ha venido desarrollando un contenido editorial propio que se complementa con el contenido de su homólogo en inglés y que asegura que los lectores permanezcan informados del acontecer nacional, regional y mundial.

### Argentina
Newsweek Argentina comenzó a publicarse el 2 de agosto de 2006. Gran parte de las notas fueron realizadas por la redacción argentina, aunque también se publicaban artículos de la edición internacional. En el 2014 dejó de publicarse, y en el 2020 la firma Keep Rolling Media adquirió los derechos y relanzó la revista. El 1° de julio de 2022 Newsweek Argentina fue relanzada por el grupo Alpha Media, propiedad del empresario Marcelo Figoli (titular de Fenix Entertainment Group), y desde entonces se publica ininterrumpidamente cada mes.